# Бобруйск (монитор)

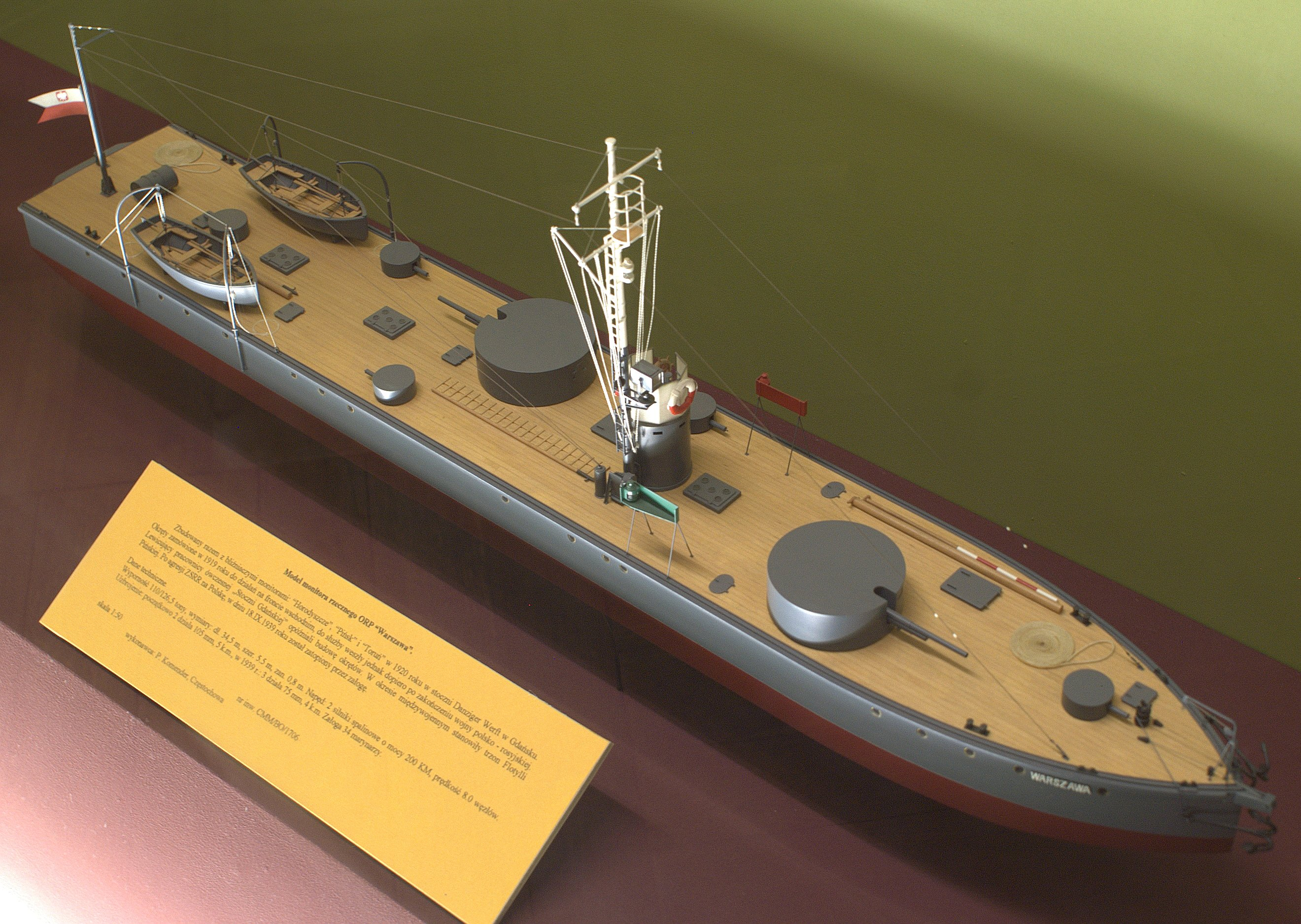
Модель однотипного монитора «Варшава». 1920

«Бобру́йск» — монитор типа ««Житомир»»; один из четырёх мониторов этого типа.

## История корабля

### В Польше
Как и все мониторы этого типа, «Бобруйск» был построен в Данциге на судоверфи Danziger Werft и 20 августа 1920 году под названием «Horodyszcze» (Городище) вошёл в состав речной флотилии Польши. Монитор был затоплен экипажем на реке Припять 18 сентября 1939 года при приближении Красной Армии.

### В СССР
5 октября он поднят специальной группой ЭПРОН и отбуксирован в судоремонтные мастерские Пинска.
Отремонтированный монитор вступил в строй 24 октября 1939 года и вошёл в состав Днепровской военной флотилии, а 17 июля следующего года включён в состав Пинской военной флотилии, сформированной из судов Днепровской.

### Великая Отечественная война
Начало Великой Отечественной войны монитор «Бобруйск» встретил в составе дивизиона мониторов в Пинске и выдвинулся по направлению к Бресту, но уже 24 июня вернулся в Пинск. 28 июня с оставлением Пинска корабль отступил к Лунинцу.
С июля по сентябрь 1941 года корабль участвовал в боях в районе Давид-Городка, Рожавы, Окунинова, под Киевом, а 7 июля на Припяти в районе Турова получил прямое попадание снаряда в корму. Пробоина размером 50×70 сантиметров оказалась выше ватерлинии.
31 августа в связи с выходом немецко-фашистских войск к Днепру монитор «Бобруйск» принял участие в прорыве к Киеву. В районе деревни Козаровичи он вновь получил прямое попадание во время обстрела танками и сел на мель. После того, как закончились боеприпасы, монитор был взорван экипажем.
22 сентября «Бобруйск» был исключён из списков судов ВМФ. 12 июня 1944 года он поднят силами речного аварийно-спасательного отряда вновь сформированной Днепровской военной флотилии, отбуксирован в Киев, но из-за нецелесообразности ремонта сдан «Главвторчермету» для разделки на металл.